# Marion Jebbink
Marion Jebbink (Scheveningen, 1950) is een Nederlandse beeldend kunstenaar.

## Leven en werk
Jebbink werd opgeleid aan de Hogeschool voor de Kunsten in Arnhem. Zij vestigde zich als beeldend kunstenaar in Arnhem. Diverse van haar beelden staan in de openbare ruimten van Nederlandse gemeenten.

## Werk (selectie)
- Dan zal ik ten volle kennen, Bunschoten-Spakenburg, 2005
- De Begroeting, Wijchen, 2001
- Niet met uiterlijk gelaat 1, Groningen, 2000
- Niet met uiterlijk gelaat 2, Groningen, 2000
- Petrus en Paulus in Afrika, Cadier en Keer, 2000
- De lege jas (ook de cape), Hoorn, 1998
- Depart où arrivé, Cadier en Keer, 1998

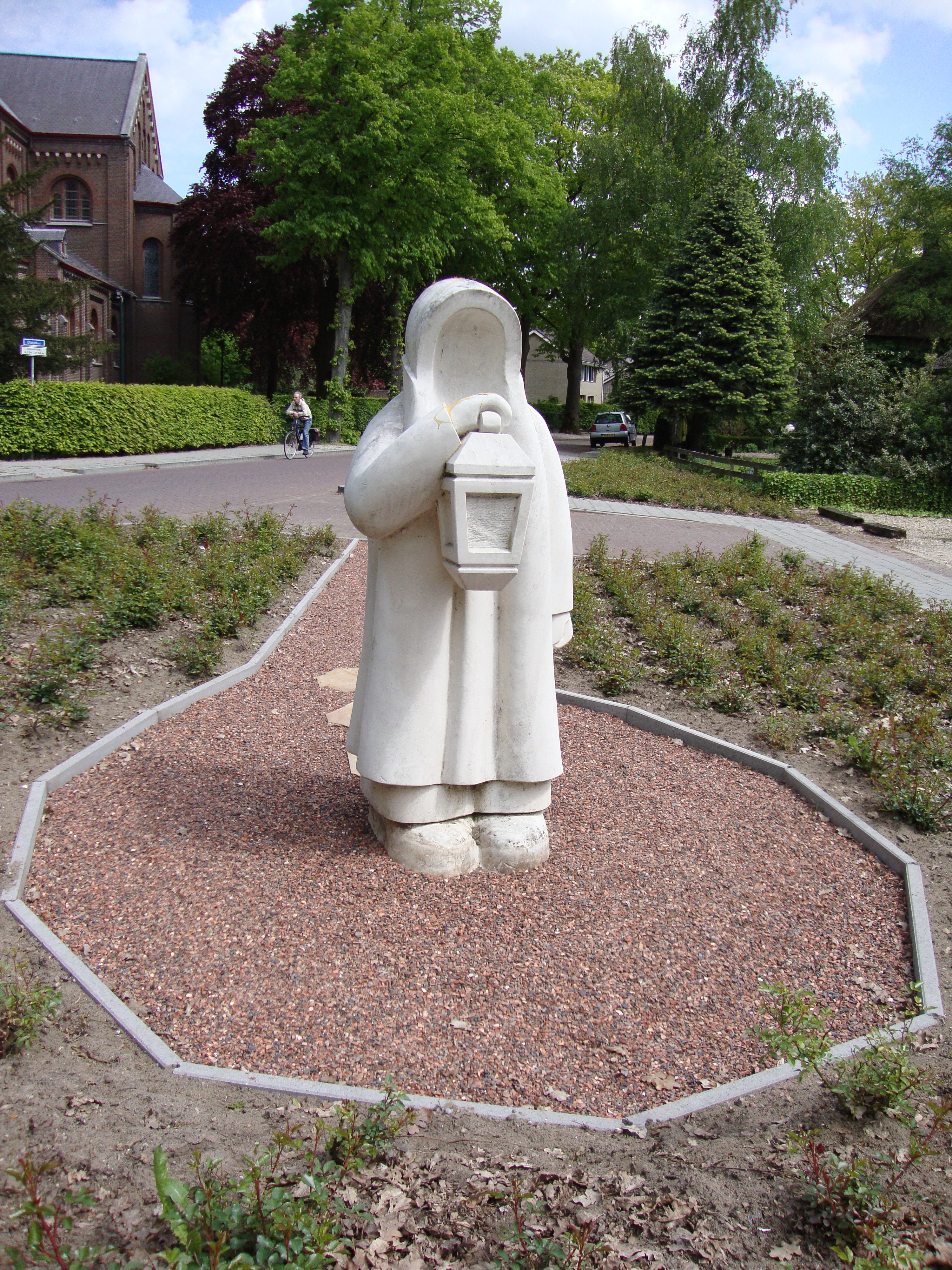
De Begroeting, Wijchen
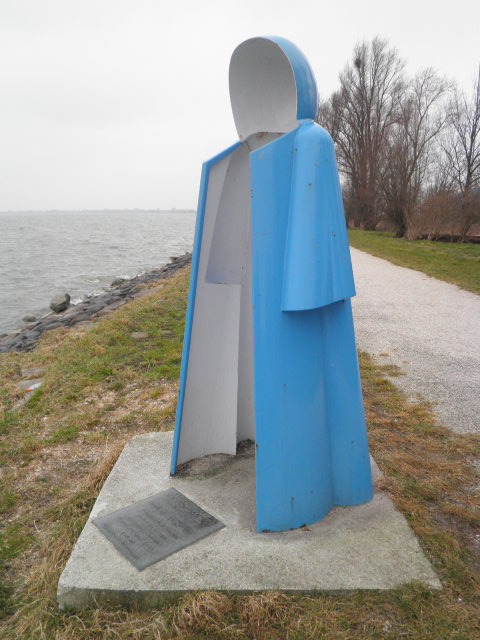
De lege jas, Hoorn

- RKD-Nederlands Instituut voor Kunstgeschiedenis: 42103